# Dyspessa walteri
Dyspessa walteri is een vlinder uit de familie van de Houtboorders (Cossidae).
De soort komt voor in Algerije.